# La Habana (provins)
| La Habana-provinsen          | La Habana-provinsen |
| ---------------------------- | ------------------- |
|                              |                     |
| Hovedstad                    | Havana              |
| Areal                        | 5.731,59 km2        |
| Indbyggere                   | 722.045 (2004)      |
| Befolkningstæthed            | 125,99/km2          |
| Tidszone                     | EST (UTC-5)         |
| Kystvegetation ved Mayabeque |                     |

 For alternative betydninger, se La Habana. (Se også artikler, som begynder med La Habana)
Provinsen La Habana er en af Cubas provinser. Den er lokaliseret i den nordvestlige del af Cuba. Hovedstaden hedder
Havana og af andre større byer kan nævnes: Artemisa. Det er planlagt at opdele La Habana provinsen i to nye provinser: Artemisa og Mayabeque.

## Administrativ opdeling
Provinsen er opdelt i 19 kommuner.
| Kommuner                 | Indbyggertal (2004) | Areal (km²) |
| ------------------------ | ------------------- | ----------- |
| Alquizar                 | 29.616              | 193         |
| Artemisa                 | 81.209              | 690         |
| Batabanó                 | 25.664              | 187         |
| Bauta                    | 45.509              | 157         |
| Bejucal                  | 25.425              | 120         |
| Caimito                  | 36.813              | 238         |
| Guanajay                 | 28.429              | 113         |
| Güines                   | 68.951              | 445         |
| Güira de Melena          | 37.838              | 178         |
| Jaruco                   | 25.658              | 276         |
| Madruga                  | 30.640              | 464         |
| Mariel                   | 42.504              | 269         |
| Melena del Sur           | 20.445              | 227         |
| Nueva Paz                | 24.277              | 515         |
| Quivicán                 | 29.253              | 283         |
| San Antonio de los Baños | 46.300              | 127         |
| San José de las Lajas    | 69.375              | 591         |
| San Nicolás              | 21.563              | 242         |
| Santa Cruz del Norte     | 32.576              | 376         |

22°45′00″N 82°10′00″V / 22.75°N 82.166666666667°V